# Застава Манитобе
Застава Манитобе је варијанта британске црвене заставе, са грбом Манитобе у пољу. Предлог заставе и краљичино одобрење добијено су 1965. године а застава је проглашена 1966. године. Разлог усвајања било је усвајање нове канадске националне заставе без британских обележја. У сличним условима је донета и застава Онтарија.